# 김순철 (배우)
김순철(金淳哲, 1937년 5월 6일 ~ 2004년 2월 24일)는 대한민국의 배우이다.

## 학력
- 경복고등학교
- 서라벌예술대학 연극영화과

## 드라마
- 1981년 KBS 드라마 《대명》- 김자점 역
- 1981년 KBS 드라마 《물망초》
- 1982년 KBS 드라마 《풍운》- 이동인 역
- 1982년 KBS 드라마 《우둥불》- 우쓰노미야 다로 역
- 1982년 KBS 드라마 《지금 평양에선》- 최현 역
- 1982년 ~ 1983년 KBS 드라마 《북청 물장수》
- 1983년 KBS 드라마 《어머님 날 낳으시고》
- 1983년 KBS 드라마 《청춘행진곡》
- 1984년 KBS 드라마 《함정》
- 1984년 ~ 1985년 《불꽃놀이》- 경애 부 역
- 1985년 ~ 1986년 KBS 드라마 《초원에 뜨는 별》
- 1985년 KBS 드라마 《해돋는 언덕》
- 1986년 KBS 드라마 《달맞이꽃》
- 1986년 ~ 1987년 KBS 드라마 《내 마음 별과 같이》
- 1987년 KBS 드라마 《87' 행복을 찾습니다》
- 1987년 KBS 드라마 《어느 방송인》
- 1987년 KBS 드라마 《큰형수》
- 1987년 KBS 드라마 《환멸을 찾아서》
- 1987년 KBS 드라마 《탑리》
- 1989년 KBS 드라마 《천명》- 도섭 역
- 1989년 KBS 드라마 《달빛가족》- 고모부 역
- 1990년 KBS 드라마 《징검다리》
- 1990년 KBS 드라마 《불의나라》
- 1991년 KBS 드라마 《너두 늙어봐라》
- 1991년 KBS 드라마 《내일은 봄》
- 1992년 SBS 드라마 《유심초》- 이조참판 역
- 1993년 ~ 1994년 KBS 드라마 《미스터리 멜로 - 금요일의 여인》
- 1996년 ~ 1998년 KBS 드라마 《용의 눈물》

## 수상
- 1987년 87 KBS연기대상 우정상

## 영화
- 1963년 새벽의 비상선